# NGC 4750
NGC 4750 este o liner situată în constelația Dragonul. A fost descoperită în 8 noiembrie 1798 de către William Herschel. Se află la o distanță de 27,38 de megaparseci de Pământ.